# Prêmio Literário José Celestino Bourroul
O Prêmio Literário José Celestino Bourroul é concedido anualmente pela Academia Paulista de História - APH, desde 2004, ao melhor livro sobre história de São Paulo publicado no ano anterior.

## Prêmios
Os premiados foram:
| Ano  | Obra                                                                  | Autores                                    | Editora                                          | Ref         |
| ---- | --------------------------------------------------------------------- | ------------------------------------------ | ------------------------------------------------ | ----------- |
| 2007 | Noticiário Geral da Photographia Paulistana: 1839-1900                | Paulo Cezar Alves e Ricardo Mendes         | Imprensa Oficial / Centro Cultural de São Paulo  | [ 3 ] [ 4 ] |
| 2005 | Terra paulista - jovens                                               | Maria Alice Setúbal                        | Imprensa Oficial do Estado de São Paulo / CENPEC | [ 5 ]       |
| 2006 | A Cidade-Exposição: Comércio e Cosmopolitismo em São Paulo, 1860-1914 | Heloísa Barbuy                             | EDUSP                                            |             |
| 2007 |                                                                       |                                            |                                                  |             |
| 2008 | 1932: Imagens de uma Revolução                                        | Marco Antonio Villa                        | Imprensa Oficial do Estado de São Paulo          |             |
| 2009 | Desenhando São Paulo - Mapas e Literatura, 1877-1954                  | Maria Lúcia Perrone Passos e Teresa Emídio | SENAC São Paulo                                  |             |
| 2010 | Dois Séculos de Projetos no Estado de São Paulo                       | Nestor Goulart Reis Filho                  | Imprensa Oficial                                 |             |
| 2011 | São Paulo, uma Interpretação                                          | Jorge Wilheim                              | SENAC São Paulo                                  |             |
| 2012 | São Paulo: um Novo Olhar Sobre a História                             | Beatriz Piccolotto Siqueira Bueno          | Restarq / Via das artes                          | [ 6 ]       |
| 2013 | Imagens da Hotelaria na Cidade de São Paulo                           | Sandra Trabucco Valenzuela                 | SENAC São Paulo                                  | [ 7 ]       |
| 2014 | Tijolo sobre Tijolo - Os Alemães que Construíram São Paulo            | Adriane de Freitas Acosta Baldin           | Editora Prismas                                  |             |